# Tyler Herro
Tyler Christopher Herro, né le 20 janvier 2000 à Greenfield dans le Wisconsin, est un joueur américain de basket-ball évoluant au poste d'arrière.

## Biographie

### Carrière junior

#### Au lycée
Tyler Herro est lycéen au Whitnall High School à Greenfield dans le Wisconsin. Durant sa saison senior, il a été nommé à la First Team All-State avec une moyenne de 32,9 points, 7,4 rebonds, 3,6 passes décisives, et 3,3 interceptions par match ; il a également un pourcentage supérieur à 50 % au tir et 43,5 % à trois points. Il a compté plus de 2000 points au cours de sa carrière au lycée. Il s’est d’abord engagé, quoique verbalement, à l’Université du Wisconsin le 12 septembre 2016, pour ensuite revenir sur sa décision,environ un an plus tard, ayant un intérêt plus vif à jouer pour l'université du Kentucky. Il s'engage avec cette université le 14 novembre 2017. En 2018, il participe au Jordan Brand Classic au côté de Zion Williamson, R.J. Barrett, Cam Reddish, Bol Bol et Darius Garland et il fait partie du Team USA lors du Nike Hoop Summit la même année.

#### À l'université
Tyler Herro évolue pour les Wildcats du Kentucky.
Il a obtenu une moyenne 14,0 points, 4,5 rebonds et 2,5 passes décisives comme seul joueur à commencer dans les 37 matchs pour les Wildcats du Kentucky. Le 27 février 2019, il a marqué 29 points, avec 9 sur 10 au tir et 6 lancers francs, pour mener les Wildcats à un come back contre les Razorbacks de l'Arkansas, 70-66. Le 12 avril 2019, il s’est déclaré pour la draft 2019 de la NBA, renonçant à ses trois dernières années d’admissibilité à l'université et embauchant un agent. Il est pronostiqué en milieu du premier tour dans la plupart des ébauches simulées.

### Carrière professionnelle
Tyler Herro est drafté en 2019 en 13e position par le Heat de Miami. Le 10 juillet 2019, il signe son contrat rookie avec la franchise de Floride.

#### Heat de Miami (depuis 2019)

##### Saison 2019-2020
Tyler Herro participe à la NBA Summer League 2019 avec le Heat.
Le 23 octobre 2019, il a fait ses débuts en NBA, remportant une victoire de 120 à 101 contre les Grizzlies de Memphis et terminant son premier match de la saison avec 14 points, 8 rebonds, 2 interceptions et une passe décisive. Au cours de son quatrième match, il a marqué 29 points le 29 octobre lors d’une victoire de 112 à 97 contre les Hawks d’Atlanta. Il devait participer au Rising Stars Challenge lors du All-Star Game 2020 mais il ne peut pas y participer en raison d'une blessure à la cheville. Il est remplacé par Collin Sexton. Il joue son dernier match de la saison régulière le 12 mars 2020, avec une défaite face aux Hornets de Charlotte, avant l'arrêt de la saison en raison de la pandémie de Covid-19. Il reprend la saison en juillet 2020 dans la bulle d'Orlando. Il est élu dans la NBA All-Rookie Second Team 2020 avec Terence Davis II, Coby White, P.J. Washington et Rui Hachimura.
Lors des playoffs, aux côtés de sa franchise, il crée l'exploit d'éliminer les Bucks de Milwaukee en demi-finale de conférence Est et rejoint la finale de la conférence. Lors du premier match de la finale de conférence, face aux Celtics de Boston, il compile 12 points, 11 rebonds et 9 passes décisives et se retrouve à une passe de devenir le second plus jeune joueur à enregistrer un triple-double en playoffs après Magic Johnson. Lors du 4e match de la série, il compile 37 points, le total le plus élevé pour un rookie dans un match de finale de conférence. Il remporte le titre de champion de la conférence Est, atteignant les Finales NBA, devenant le premier joueur né dans les années 2000, à participer aux Finales NBA.

##### Saison 2020-2021
Après une saison rookie prometteuse, Tyler Herro réalise une saison sophomore décevante. Il lui est reproché « de préférer faire la fête plutôt que de s'entraîner ». Malgré des statistiques en progression, il a perdu de l'impact dans l'équipe au fur et à mesure que la saison avancée. Le joueur ne prenait pas de plaisir à venir s'entraîner chaque jour.

##### Saison 2021-2022
Au mois d'octobre, lors de la présaison, il inscrit 50 points en cumulés lors des deux premiers matches des Heat avec 26 points contre les Hawks, puis 24 points en sortie de banc face aux Rockets de Houston.
Après seulement un mois de compétition, il tourne en moyenne par match à 21,8 points, 5,7 rebonds, 3,7 passes, 2,9 turnovers, 45,4% au tir, 39,8% de loin, 87,2% sur la ligne en sortie de banc. Cela fait de lui l'un des remplaçants les plus efficaces de l'histoire de la ligue car parmi les 33 vainqueurs du trophée de Sixth Man Of the Year, seuls Lou Williams en 2018 et Ricky Pierce en 1990 ont une meilleure moyenne que lui au scoring. Après une blessure à la cuisse qui lui a fait manquer 3 matches, il participe activement à la victoire du Heat face au Pacers de l'Indiana en inscrivant 26 points et délivrant 5 passes décisives en sortie de banc. Le 6 avril 2022, il rend une feuille de match de 35 points (11/18, 6/10 à 3-points, 7/7 aux lancers-francs), 6 rebonds et 4 passes en sortie de banc lors de la victoire du Heat (144 à 115) face aux Hornets de Charlotte.
Le 18 avril 2022, Tyler Herro est finaliste pour le trophée de sixième homme de l'année avec Kevin Love et Cameron Johnson. Il remporte le trophée le 3 mai 2022.
Lors des Playoffs 2022, il réalise une première série face aux Hawks d'Atlanta correcte mais rien d'exceptionnel. Mais il réalise un gros match lors du Game 1 de la demi finale de la conférence est face aux 76ers de Philadelphie avec 25 points (9/17 au tir) et 7 passes décisives. En finale de la conférence Est face aux Celtics de Boston, il ne joue pas les matches 4, 5 et 6 en raison d'une élongation à l'aine. Il revient pour le match 7 où il ne dispute que 6 minutes mais ne peut empêcher la défaite du Heat (96 à 100) et l'élimination de la franchise floridienne en finale de la conférence Est.

##### Saison 2022-2023
En octobre 2022, il signe un extension de contrat de 130 millions de dollars sur quatre ans avec le Heat. Il commence sa saison le 20 octobre 2022 face aux Bulls de Chicago (défaite 108 à 116) en tant que titulaire et en inscrivant 23 points. Le 2 novembre 2022, il inscrit 26 points, dont le panier à 3 points victorieux en fin de match, face aux Kings de Sacramento. Le 15 décembre 2022, il inscrit 41 points avec un 10 sur 15 à trois points face aux Rockets de Houston (victoire 111 à 108) et devient le plus jeune joueur de l'histoire à inscrire plus de 40 points et à marquer 10 tirs à trois points dans un match NBA.
Lors du premier match des Playoffs NBA 2023 face aux Bucks de Milwaukee, il se fracture deux doigts de la main droite et est forfait pour au moins un mois. Il obtient l'autorisation des médecins pour disputer le match 5 des finales NBA face aux Nuggets de Denver mais son entraîneur, Erik Spoelstra, décide de ne pas le faire jouer ce match. Le Heat perd le match 5 et s'incline 4 à 1 en finale face aux Nuggets.

##### Saison 2023-2024
Il manque une vingtaine de matchs entre le 23 février 2024 et son retour face aux Rockets de Houston le 6 avril 2024, en raison d'une hyperextension d’un genou et une blessure au pied, où il inscrit 17 points à 7/14 au shoot, avec 6 passes et 5 rebonds en 25 minutes dans la victoire de Miami.

## Palmarès

### NBA
- Champion de la Conférence Est en 2020 et en 2023 avec le Heat de Miami.

### Distinctions personnelles
- 1 sélection au NBA All-Star Game en 2025.
- NBA Sixth Man of the Year Award en 2022.
- NBA All-Rookie Second Team en 2020.
- Vainqueur du Three-point Contest du NBA All-Star Game 2025.

## Statistiques

### Universitaires
Statistiques détaillées en match NCAA :
| Saison    | Équipe   | Matchs | Titul. | Min./m | % Tir | % 3pts | % LF | Rbds/m. | Pass/m. | Int/m. | Ctr/m. | Pts/m. |
| --------- | -------- | ------ | ------ | ------ | ----- | ------ | ---- | ------- | ------- | ------ | ------ | ------ |
| 2018-2019 | Kentucky | 37     | 37     | 32,6   | 46,2  | 35,5   | 93,5 | 4,49    | 2,49    | 1,08   | 0,32   | 14,03  |
| Total     | Total    | 37     | 37     | 32,6   | 46,2  | 35,5   | 93,5 | 4,49    | 2,49    | 1,08   | 0,32   | 14,03  |

### Professionnelles

#### Saison régulière NBA
Légende : 
| Sixième homme de l'année | Leader de la ligue |

| Saison        | Équipe        | Matchs | Titul. | Min./m | % Tir | % 3pts | % LF | Rbds/m. | Pass/m. | Int/m. | Ctr/m. | Pts/m. |
| ------------- | ------------- | ------ | ------ | ------ | ----- | ------ | ---- | ------- | ------- | ------ | ------ | ------ |
| 2019-2020     | Miami         | 55     | 8      | 27,4   | 42,8  | 38,9   | 87,0 | 4,07    | 2,20    | 0,62   | 0,16   | 13,51  |
| 2020-2021     | Miami         | 54     | 15     | 30,3   | 43,9  | 36,0   | 80,3 | 4,96    | 3,41    | 0,65   | 0,31   | 15,09  |
| 2021-2022     | Miami         | 66     | 10     | 32,6   | 44,7  | 39,9   | 86,8 | 4,98    | 3,98    | 0,67   | 0,12   | 20,71  |
| 2022-2023     | Miami         | 67     | 67     | 34,9   | 43,9  | 37,8   | 93,4 | 5,37    | 4,18    | 0,76   | 0,24   | 20,10  |
| 2023-2024     | Miami         | 42     | 40     | 33,5   | 44,1  | 39,6   | 85,6 | 5,30    | 4,50    | 0,70   | 0,10   | 20,80  |
| 2024-2025     | Miami         | 77     | 77     | 35,4   | 47,2  | 37,5   | 87,8 | 5,20    | 5,50    | 0,90   | 0,20   | 23,90  |
| Total         | Total         | 361    | 217    | 32,6   | 44,8  | 38,2   | 87,4 | 5,00    | 4,00    | 0,70   | 0,20   | 19,40  |
| All-Star Game | All-Star Game | 1      | 0      | 8,0    | 50,0  | 50,0   | –    | 0,00    | 1,00    | 0,00   | 0,00   | 6,00   |

Dernière mise à jour le 1er mai 2025

#### Playoffs NBA
| Saison | Équipe | Matchs | Titul. | Min./m | % Tir | % 3pts | % LF  | Rbds/m. | Pass/m. | Int/m. | Ctr/m. | Pts/m. |
| ------ | ------ | ------ | ------ | ------ | ----- | ------ | ----- | ------- | ------- | ------ | ------ | ------ |
| 2020   | Miami  | 21     | 5      | 33,6   | 43,3  | 37,5   | 87,0  | 5,10    | 3,70    | 0,40   | 0,10   | 16,00  |
| 2021   | Miami  | 4      | 0      | 23,2   | 31,6  | 31,6   | 100,0 | 3,30    | 1,80    | 0,30   | 0,30   | 9,30   |
| 2022   | Miami  | 15     | 0      | 25,4   | 40,9  | 22,9   | 92,6  | 3,90    | 2,80    | 0,60   | 0,40   | 12,60  |
| 2023   | Miami  | 1      | 1      | 19,5   | 55,6  | 50,0   | -     | 2,00    | 2,00    | 0,00   | 1,00   | 12,00  |
| 2024   | Miami  | 5      | 5      | 37,0   | 38,5  | 34,9   | 90,0  | 3,60    | 5,40    | 0,40   | 0,00   | 16,80  |
| 2025   | Miami  | 4      | 4      | 36,0   | 41,5  | 31,0   | 80,0  | 3,50    | 2,80    | 0,50   | 0,00   | 17,80  |
| Total  | Total  | 50     | 15     | 30,6   | 41,4  | 32,8   | 88,9  | 4,20    | 3,30    | 0,40   | 0,20   | 14,60  |

## Records sur une rencontre en NBA
Les records personnels de Tyler Herro en NBA sont les suivants, :
| Type de statistique        | Saison régulière | Saison régulière           | Saison régulière | Playoffs | Playoffs                 | Playoffs          |
| Type de statistique        | Record           | Adversaire                 | Date             | Record   | Adversaire               | Date              |
| -------------------------- | ---------------- | -------------------------- | ---------------- | -------- | ------------------------ | ----------------- |
| Points                     | 41               | @ Rockets de Houston       | 15 décembre 2022 | 37       | Celtics de Boston        | 23 septembre 2020 |
| Paniers marqués            | 14               | @ Pistons de Détroit       | 12 novembre 2024 | 14       | 2 fois                   | 2 fois            |
| Paniers tentés             | 28               | @ Pacers de l'Indiana      | 23 octobre 2021  | 24       | @ Cavaliers de Cleveland | 23 avril 2025     |
| Paniers à 3 points réussis | 10               | 2 fois                     | 2 fois           | 6        | @ Celtics de Boston      | 24 avril 2022     |
| Paniers à 3 points tentés  | 17               | 3 fois                     | 3 fois           | 12       | Celtics de Boston        | 19 septembre 2020 |
| Lancers francs réussis     | 12               | Bucks de Milwaukee         | 23 février 2025  | 6        | @ Lakers de Los Angeles  | 2 octobre 2020    |
| Lancers francs tentés      | 16               | Hawks d'Atlanta            | 29 octobre 2019  | 6        | 3 fois                   | 3 fois            |
| Rebonds offensifs          | 4                | @ Bucks de Milwaukee       | 4 décembre 2021  | 4        | @ Celtics de Boston      | 17 septembre 2020 |
| Rebonds défensifs          | 15               | @ Warriors de Golden State | 17 février 2021  | 11       | @ Celtics de Boston      | 15 septembre 2020 |
| Rebonds totaux             | 15               | 3 fois                     | 3 fois           | 11       | @ Celtics de Boston      | 15 septembre 2020 |
| Passes décisives           | 11               | 3 fois                     | 3 fois           | 14       | @ Celtics de Boston      | 24 avril 2022     |
| Interceptions              | 4                | 2 fois                     | 2 fois           | 2        | 3 fois                   | 3 fois            |
| Contres                    | 3                | 2 fois                     | 2 fois           | 1        | 9 fois                   | 9 fois            |
| Balles perdues             | 8                | 2 fois                     | 2 fois           | 5        | 2 fois                   | 2 fois            |
| Minutes jouées             | 48               | @ Hawks d'Atlanta          | 9 avril 2024     | 43       | @ Lakers de Los Angeles  | 2 octobre 2020    |

- Double-double : 29 (dont 3 en playoffs et 1 en play-in)
- Triple-double : 1

Dernière mise à jour : 26 février 2025

## Vie privée
En juin 2020, il entame une relation avec la youtubeuse Katya Elise Henry. Le 14 septembre 2021, le couple donne naissance à leur premier enfant, une petite fille prénommée Zya Elise Herro. Le 12 janvier 2023, le couple donne naissance à leur second enfant, un petit garçon nommé Harlem Herro.

## Salaires
| Année       | Équipe        | Salaire      |
| ----------- | ------------- | ------------ |
| 2019-2020   | Heat de Miami | 3 640 200 $  |
| 2020-2021   | Heat de Miami | 3 822 240 $  |
| 2021-2022   | Heat de Miami | 4 004 280 $  |
| 2022-2023   | Heat de Miami | 5 722 116 $  |
| 2023-2024   | Heat de Miami | 27 000 000 $ |
| Total Gains | Total Gains   | 44 188 836 $ |
| 2024-2025   | Heat de Miami | 29 000 000 $ |
| 2025-2026   | Heat de Miami | 31 000 000 $ |
| 2026-2027   | Heat de Miami | 33 000 000 $ |

italique : option d'équipe

## Pour approfondir